# Wettlingen
Wettlingen település Németországban, Rajna-vidék-Pfalz tartományban. Lakosainak száma 28 fő (2023. december 31.).

## Népesség
A település népességének változása:
| Lakosok száma | 66   | 38   | 34   | 30   | 31   | 28   |
|               | 1975 | 2017 | 2019 | 2021 | 2022 | 2023 |